# Moulin à Debelica
Le moulin à Debelica (en serbe cyrillique : Млин у Дебелици ; en serbe latin : Mlin u Debelici) est situé à Debelica, dans la municipalité de Knjaževac et dans le district de Zaječar. Il est inscrit sur la liste des monuments culturels protégés de la république de Serbie (identifiant no SK 2151),,.

## Présentation
Le moulin, situé sur la rive droite de la rivière Timok, a été construit pour un certain Nikola Božinović dans la première moitié du XXe siècle et, plus précisément en 1924-1926. Par son style, il est caractéristique de l'architecture industrielle de l'époque de sa construction ; il constitue une des installations industrielles les plus anciennes de la municipalité de Knjaževac. Les machines d'origine sont toujours en fonctionnement, à l'exception du rotor qui était autrefois entraîné par l'eau et qui est aujourd'hui alimenté par l'électricité.
Le bâtiment principal est constitué d'un rez-de-chaussée et de trois étages ; de plan rectangulaire, il est construit en briques enduites et peintes ; il dispose d'une entrée située sur le côté est ; tous les plafonds et le toit sont en bois. Les étages communiquent par des escaliers en bois.
En plus de plusieurs entrepôts de stockage, le complexe du moulin abrite trois maisons construites en 1929, 1931 et 1933, qui appartenaient aux fils de Nikola Božinović. Ces maisons, de type « maison de ville », ont été conçues dans un esprit académique et Sécession. Les deux premières maisons sont constituées d'un rez-de-chaussée et d'un étage et sont ornées de pilastres et d'éléments floraux au-dessus des fenêtres ; la troisième est constituée d'un simple rez-de-chaussée et possède une façade décorée de motifs géométriques. D'autres bâtiments du complexe ont été construits dans l'esprit de l'architecture traditionnelle.